# هيلموت باور (كاهن كاثوليكي)
هيلموت باور (بالألمانية: Helmut Bauer)‏ (و. 1933  م) هو كاهن كاثوليكي ألماني.

## مناصب
تولى منصب أسقف كاثوليكي (منذ 14 أكتوبر 1988)
- أسقف عنواني  [لغات أخرى]‏
- أسقف مساعد  [لغات أخرى]‏[1]

.

## جوائز
حصل على جوائز منها:
- وسام الاستحقاق البافاري
- نيشان استحقاق صليب الضباط لجمهورية ألمانيا الاتحادية